# Deutsche Badmintonmeisterschaft 1965
Die Deutsche Badmintonmeisterschaft 1965 fand vom 16. bis zum 18. April 1965 in Frankfurt am Main statt.

## Medaillengewinner
| Disziplin    | Gold                                                                     | Silber                                                                     | Bronze                                                                                  |
| ------------ | ------------------------------------------------------------------------ | -------------------------------------------------------------------------- | --------------------------------------------------------------------------------------- |
| Herreneinzel | Franz Beinvogl (MTV München von 1879)                                    | Siegfried Betz (MTV München von 1879)                                      | Wolfgang Bochow (SG Blau-Gold Braunschweig)                                             |
| Herreneinzel | Franz Beinvogl (MTV München von 1879)                                    | Siegfried Betz (MTV München von 1879)                                      | Willi Braun (TSV Ehmen)                                                                 |
| Dameneinzel  | Irmgard Latz (Krefelder BC)                                              | Gerda Schumacher (1. DBC Bonn)                                             | Gisela Voß (Hamburger FC 55)                                                            |
| Dameneinzel  | Irmgard Latz (Krefelder BC)                                              | Gerda Schumacher (1. DBC Bonn)                                             | Heidi Menacher (TSV Neuhausen-Nymphenburg)                                              |
| Herrendoppel | Klaus-Dieter Framke Manfred Fulle (1. Wiesbadener BC)                    | Willi Braun Dietmar Thiel (TSV Ehmen / BC Wunstorf)                        | Jürgen Jipp Manfred Puck (VfB Lübeck)                                                   |
| Herrendoppel | Klaus-Dieter Framke Manfred Fulle (1. Wiesbadener BC)                    | Willi Braun Dietmar Thiel (TSV Ehmen / BC Wunstorf)                        | Peter Birtel Friedhelm Wulff (VfL Bochum)                                               |
| Damendoppel  | Irmgard Latz (Krefelder BC) Gerda Schumacher (1. DBC Bonn)               | Anke Witten (MTV München von 1879) Ursula Verhoeven (MTV München von 1879) | Heiderose Krebs (TV Stuttgart) Schmidt (TV Stuttgart)                                   |
| Damendoppel  | Irmgard Latz (Krefelder BC) Gerda Schumacher (1. DBC Bonn)               | Anke Witten (MTV München von 1879) Ursula Verhoeven (MTV München von 1879) | Heidi Menacher (TSV Neuhausen-Nymphenburg) Edeltraud Hefter (TSV Neuhausen-Nymphenburg) |
| Mixed        | Siegfried Betz (MTV München von 1879) Anke Witten (MTV München von 1879) | Helmut Neuz (TSG Augsburg 85) Brigitte Jackermeier (ESV München-Freimann)  |                                                                                         |